# Kevin Magee
Kevin Magee (ur. 16 lipca 1962 w Horsham, Wiktoria) – australijski motocyklista.

## Kariera

### Początki
Kevin karierę rozpoczął w krajowych mistrzostwach Superbike. Pierwszy sukces osiągnął w 1986 roku, zajmując drugą pozycję w 8-godzinnym wyścigu na torze Suzuka. Jeszcze w tym samym sezonie miał szansę zadebiutować w MMŚ, jednakże w wyniku złamania nogi podczas zmagań Arai 500, Magee nie był w stanie dosiąść motocykla.

### 500 cm³
W najwyższej kategorii 500 cm³, Australijczyk zadebiutował w roku 1987, podczas GP Japonii. W wyścigu nie dojechał jednak do mety. Kolejną szansę od zespołu Roberts-Yamaha otrzymał w GP Holandii oraz Portugalii, które zakończył odpowiednio na dziesiątym i trzecim miejscu. Zdobyte punkty sklasyfikowały go na 15. miejscu. W tym samym roku wraz z Martinem Wimmerem triumfował w 8h Suzuka.
W sezonie 1988 Kevin podpisał kontrakt z amerykańskim zespołem na pełny etat. Był to najlepszy rok w karierze Australijczyka, w którym dwukrotnie stanął na podium. Podczas GP Hiszpanii zdominował rywalizację, sięgając po pole position oraz zwycięstwo, a także najszybsze okrążenie. W klasyfikacji generalnej uplasował się na 5. pozycji.
Rok 1989 był ostatnim dla Magee'ego w pełnym wymiarze (pauzował z powodu kontuzji podczas GP Hiszpanii i Narodów). Ponownie w klasyfikacji końcowej zajął 5. lokatę, będąc wielokrotnie w czołowej piątce. Podczas GP USA był zaangażowany w poważny wypadek Bubba Shoberta, który w efekcie musiał zakończyć karierę.
Sezon 1990 Australijczyk rozpoczął dobrze, od czwartego miejsca w GP Japonii. Runda w USA okazała jednak, tak jak w przypadku Shoberta, bardzo nieszczęśliwa dla Kevina, który doznał urazu głowy i nie wziął udziału w pozostałej części sezonu.
Wypadek ten zahamował karierę Magee'ego, który w mistrzostwach świata pojawił się zaledwie trzykrotnie. Najlepiej spisał się podczas GP Malezji, gdzie uplasował się na piątej pozycji. Ostatnim wyścigiem w karierze Australijczyka było GP Japonii w 1993 roku. W tej eliminacji wystartował w zespole Nihontelecom RT Yamaha.

### WSBK
W latach 1991-1992 Magee brał udział w mistrzostwach World Superbike. Dosiadając motocykl Yamahy, dwukrotnie zwyciężył, w pierwszym wyścigu, na torze Phillip Island. W klasyfikacji generalnej znalazł się odpowiednio na 14. i 12. pozycji.
Przed zakończeniem kariery Kevin w 1994 bez sukcesu startował w amerykańskim cyklu Superbike. Po przejściu na emeryturę, Australijczyk został komentatorem w stacji telewizyjnej Pay-TV oraz pisał dla magazynu „Dwa koła”.

### Statystyki liczbowe
System punktowy od 1969 do 1987:
| Pozycja | 1  | 2  | 3  | 4 | 5 | 6 | 7 | 8 | 9 | 10 |
| Punkty  | 15 | 12 | 10 | 8 | 6 | 5 | 4 | 3 | 2 | 1  |

System punktowy od 1988 do 1992:
| Pozycja | 1  | 2  | 3  | 4  | 5  | 6  | 7 | 8 | 9 | 10 | 11 | 12 | 13 | 14 | 15 |
| Punkty  | 20 | 17 | 15 | 13 | 11 | 10 | 9 | 8 | 7 | 6  | 5  | 4  | 3  | 2  | 1  |

System punktowy od 1993:
| Pozycja | 1  | 2  | 3  | 4  | 5  | 6  | 7 | 8 | 9 | 10 | 11 | 12 | 13 | 14 | 15 |
| Punkty  | 25 | 20 | 16 | 13 | 11 | 10 | 9 | 8 | 7 | 6  | 5  | 4  | 3  | 2  | 1  |

| Rok  | Klasa   | Zespół                      | Motocykl      | 1      | 2      | 3      | 4      | 5      | 6      | 7      | 8       | 9      | 10     | 11     | 12     | 13     | 14     | 15     | Punkty | Pozycja | Zwycięstwa |
| ---- | ------- | --------------------------- | ------------- | ------ | ------ | ------ | ------ | ------ | ------ | ------ | ------- | ------ | ------ | ------ | ------ | ------ | ------ | ------ | ------ | ------- | ---------- |
| 1987 | 500 cm³ | Roberts-Yamaha              | Yamaha YZR500 | JPN NC | ESP -  | GER -  | NAT -  | AUT -  | YUG -  | NED 10 | FRA -   | GBR -  | SWE -  | CZE -  | RSM -  | POR 3  | BRA -  | ARG -  | 11     | 15      | 0          |
| 1988 | 500 cm³ | Lucky Strike Roberts-Yamaha | Yamaha YZR500 | JPN 7  | USA NS | ESP 1  | EXP 3  | NAT 5  | GER 5  | AUT 6  | NED 4   | BEL 5  | YUG 5  | FRA 9  | GBR 5  | SWE 6  | CZE NS | BRA 6  | 138    | 5       | 1          |
| 1989 | 500 cm³ | Lucky Strike Roberts-Yamaha | Yamaha YZR500 | JPN 5  | AUS 4  | USA 4  | ESP NW | NAT NW | GER 7  | AUT 5  | YUG 4   | NED 4  | BEL 7  | FRA 5  | GBR 6  | SWE 5  | CZE 7  | BRA 6  | 138.5  | 5       | 0          |
| 1990 | 500 cm³ | Lucky Strike-Suzuki         | Suzuki RGV500 | JPN 4  | USA NC | ESP NW | NAT NW | GER NW | AUT NW | YUG NW | NED INJ | BEL NW | FRA NW | GBR NW | SWE NW | CZE NW | HUN NW | AUS NW | 13     | 21      | 0          |
| 1991 | 500 cm³ | Marlboro Roberts-Yamaha     | Yamaha YZR500 | JPN 13 | AUS 11 | USA -  | ESP -  | ITA -  | GER -  | AUT -  | EUR -   | NED -  | FRA -  | GBR -  | RSM -  | CZE -  | VDM -  | MAL 5  | 19     | 19      | 0          |
| 1993 | 500 cm³ | Nihontelecom RT Yamaha      | Yamaha YZR500 | AUS -  | MAL -  | JPN 9  | ESP -  | AUT -  | GER -  | NED -  | EUR -   | RSM -  | GBR -  | CZE -  | ITA -  | USA -  | FIM -  |        | 7      | 25      | 0          |